# Francesco Pio Santi
Francesco Pio Santi (Roccalbegna, 17 dicembre 1740 – Pienza, 15 agosto 1799) è stato un vescovo cattolico italiano.

## Biografia
Nato a Roccalbegna il 17 dicembre 1740, figlio del giusdicente locale Rutilio Santi, intraprese giovanissimo la carriera ecclesiastica, ricevendo la tonsura il 22 settembre 1753 dal vescovo Francesco Maria Piccolomini. Il 29 luglio 1764 si laureò a Siena in diritto civile e canonico. L'anno successivo divenne canonico della cattedrale di Pienza, e il 27 maggio fu ordinato presbitero. Il 18 settembre 1770 ricevette l'arcidiaconato.
In seguito alla rinuncia del vescovo Piccolomini, che ricevette la sede titolare di Perge, la diocesi di Pienza fu accorpata a quella di Chiusi. Il Santi fu nominato vicario generale della diocesi dal vescovo Giustino Bagnesi. Si ritrovò a gestire per conto del vescovo varie questioni di giurisdizione ecclesiastica, scrivendo nel 1775 la Memoria delle cose più notabili seguite nel occasione dell'unione della diocesi di Pienza colla diocesi di Chiusi unite aeque ad invicem principaliter. Servì come vicario anche durante il primo anno di episcopato di Giuseppe Pannilini, per poi essere nominato vescovo di Sovana il 16 settembre 1776. Ricevette la consacrazione episcopale il 21 settembre dal cardinale Francesco Saverio de Zelada, assistito dal vescovo Piccolomini e dall'arcivescovo Stefano Evodio Assemani.
Fu il primo vescovo di Sovana ad essere riuscito ad ottenere dal granduca le rendite della mensa vescovile nel periodo di sede vacante. Il 25 luglio 1785 il governo granducale autorizzò l'istituzione di nuove parrocchie all'interno della diocesi sovanese: il vescovo Santi istituì così le parrocchie in sette centri abitati che stavano conoscendo in quel periodo una fase di particolare sviluppo, ovvero Murci, Pancole, Petricci, Poggioferro, Ripe, San Quirico e Vallerona. La chiesa di San Pio I di Vallerona ricevette tale dedicazione proprio in omaggio al vescovo. Nel 1791 si trovava a Montepulciano per la consacrazione della chiesa di Sant'Agostino. Interessato a riordinare l'archivio diocesano, nel 1799 acquistò a sue spese due stanze per organizzarvi l'archivio capitolare e l'archivio dell'Opera del duomo. Tale progetto verrà realizzato però solo in parte nel 1802, con l'interessamento del fratello Giorgio, poiché il Santi morì il 15 agosto 1799, dopo essere stato colpito da un colpo apoplettico durante una sua visita a Pienza. Fu sepolto nella cattedrale pientina.

## Genealogia episcopale
La genealogia episcopale è:
- Cardinale Scipione Rebiba
- Cardinale Giulio Antonio Santori
- Cardinale Girolamo Bernerio, O.P.
- Arcivescovo Galeazzo Sanvitale
- Cardinale Ludovico Ludovisi
- Cardinale Luigi Caetani
- Cardinale Ulderico Carpegna
- Cardinale Paluzzo Paluzzi Altieri degli Albertoni
- Papa Benedetto XIII
- Papa Benedetto XIV
- Papa Clemente XIII
- Cardinale Francesco Saverio de Zelada
- Vescovo Francesco Pio Santi